# Guzowatka (gromada)
Guzowatka – dawna gromada, czyli najmniejsza jednostka podziału terytorialnego Polskiej Rzeczypospolitej Ludowej w latach 1954–1972.
Gromady, z gromadzkimi radami narodowymi (GRN) jako organami władzy najniższego stopnia na wsi, funkcjonowały od reformy reorganizującej administrację wiejską przeprowadzonej jesienią 1954 do momentu ich zniesienia z dniem 1 stycznia 1973, tym samym wypierając organizację gminną w latach 1954–1972.
Gromadę Guzowatka z siedzibą GRN w Guzowatce utworzono – jako jedną z 8759 gromad na obszarze Polski – w powiecie wołomińskim w woj. warszawskim, na mocy uchwały nr VI/10/23/54 WRN w Warszawie z dnia 5 października 1954. W skład jednostki weszły obszary dotychczasowych gromad Chajęty i Guzowatka, ponadto wieś Kołaków z dotychczasowej gromady Kołaków oraz wieś Działy Czarnowskie z dotychczasowej gromady Stanisławów ze zniesionej gminy Dąbrówka, a także obszary dotychczasowych gromad Łosie, Teodorów i Zawady ze zniesionej gminy Radzymin, w tymże powiecie. Dla gromady ustalono 18 członków gromadzkiej rady narodowej.
31 grudnia 1959 z gromady Guzowatka wyłączono (a) wsie Kołaków i Teodorów, włączając je do gromady Józefów oraz (b) wsie Łosie i Zawady, włączając je do gromady Radzymin w tymże powiecie, po czym gromadę Guzowatka zniesiono a jej (pozostały) obszar włączono do gromady Dąbrówka tamże.